# Ruth Mitchell
Ruth Mitchell (ur. 1888 w Milwaukee, zm. 24 października 1969 w Belas) – amerykańska dziennikarka, siostra pioniera amerykańskiego lotnictwa gen. Williama Mitchella.

## Życiorys
Była córką amerykańskiego senatora Johna Lendruma Mitchella i Harriet Danforth z d. Becker. Uczyła się w Milwaukee Downer College, a następnie w Vassar College. Po ślubie ze Stanleyem Knowlesem mieszkała w Anglii i opiekowała się dziećmi. W latach 30. zaczęła pisać o podróżowaniu dla czasopisma dziecięcego Friendship Travel Magazine. W 1938 została wysłana na Bałkany jako reporterka Illustrated London News. Pretekstem do jej wyjazdu był ślub króla Albanii Ahmeda Zogu z Geraldine Apponyi, ale pobyt na Bałkanach Mitchell przedłużyła do roku 1941. 
W kwietniu 1941 przyłączyła się do jednego z oddziałów czetnickich, złożyła przysięgę i pełniła funkcję kurierki. Doskonała znajomość języka niemieckiego pozwalała jej na wykonywanie zadań o charakterze wywiadowczym. W czasie bombardowania Belgradu uciekła z miasta wraz z rzeszą uchodźców i została aresztowana przez Gestapo w Dubrowniku. Przez trzynaście miesięcy przebywała w niemieckich więzieniach. Skazana na karę śmierci przez sąd wojskowy, a następnie ułaskawiona dzięki staraniom rządu Szwajcarii. Uwolniona z więzienia w 1942, na szwedzkim statku Drottningholm powróciła do Stanów Zjednoczonych, gdzie napisała książkę The Serbs Choose War, poświęconą walce serbskich czetników i swojemu uwięzieniu.
Po zakończeniu wojny powróciła do Milwaukee. W 1946 występowała w obronie sądzonego w Belgradzie generała Draży Mihailovicia, na jego procesie także Mitchell oskarżano o współpracę z Niemcami. W tym czasie zajęła się także tworzeniem fundacji dla serbskich sierot - ofiar wojny. Od 1955 mieszkała w Londynie, a pod koniec życia przeniosła się do Portugalii, gdzie w październiku 1969 zmarła na atak serca.

## Życie prywatne
Ruth Mitchell trzykrotnie wychodziła za mąż. Pierwszym jej mężem był William Van Ryneveld Van Breda, z którym miała dwoje dzieci. Po śmierci pierwszego męża wyszła za Stanleya Knowlesa, brytyjskiego nauczyciela i dyplomatę, który w czasie II wojny światowej przebywał w Albanii. Z drugim mężem pozostawali w separacji od lat 30. XX w., ale formalnie rozwiedli się w 1943. W maju 1944 Ruth poślubiła Benjamina H. Jacksona, pracującego w przemyśle wydobywczym.